# NLRP7
NLRP7 (англ. NLR family, pyrin domain containing 7) — цитозольный белок, Nod-подобный рецептор семейства NALP, продукт гена NLRP7, участвует в регуляции воспаления.

## Функции
Ингибирует секрецию интерлейкина 1-бета, опосредованную активацией каспазы-1. Индуцируется липополисахаридом и интерлейкином 1-бета.

## Структура
Зрелый белок состоит из 980 аминокислот, молекулярная масса — 111,8 кДа.  Молекула включает домены DAPIN и NACHT, 9 LRR (лейцин-обогащённых)-повторов и участок связывания АТФ. 
Взаимодействует с каспазой-1 и интерлейкином 1-бета.

## Тканевая специфичность
Экспрессируется в матке и яичниках, в меньшей степени в мозге и сердце. Отсутствует в скелетных мышцах.